# حوزه انتخابیه بندرلنگه، بستک و پارسیان
حوزهٔ انتخاباتی بندرلنگه، بستک و پارسیان یکی از حوزه‌های استان هرمزگان برای انتخابات مجلس شورای اسلامی است. این حوزه به مرکزیت بندرلنگه، ۱ نماینده دارد.

## نمایندگان دوره دوازدهم
احمد جباری (46 درصد آرا) 

## نمایندگان دوره یازدهم
احمد جباری (35 درصد آرا) 

## نمایندگان دوره دهم
ناصر شریفی 
در مرحله اول این انتخابات خالد زمزم نژاد کاندیدای اصلاح‌طلب انتخاب شد اما نتیجه انتخابات از سوی شورای نگهبان باطل شد.
در انتخاباتی میان‌دوره‌ای ۲۹ اردیبهشت ۱۳۹۶، ناصر شریفی رأی آورد.

## نمایندگاندوره نهم
احمد جباری (38 درصد آرا )

## نمایندگاندوره هشتم
احمد جباری (58 درصد آرا)

## نمایندگاندوره هفتم
سیدعبدالله حسینی  (46 درصد آرا)

## نمایندگاندوره ششم
سیدعبدالله حسینی  (48 درصد آرا)

## نمایندگاندوره پنجم
سیدعبدالله حسینی  (48 درصد آرا)

## نمایندگاندوره چهارم
سیدعبدالله حسینی (57 درصد آرا)

## نمایندگاندوره سوم
سیدعبدالله حسینی  (44درصد آرا)

## نمایندگاندوره اول
غفور گرشاسبی 

## پی‌نوشت و منبع
1. ↑  «احمد جباری منتخب مردم بندرلنگه ، بستک و پارسیان». خبرگزاری صدا و سیما. ۱۲ اسفند ۱۴۰۲.
2. ↑  «احمد جباری نماینده غرب استان هرمزگان در مجلس یازدهم شد». خبرگزاری تسنیم. دریافت‌شده در ۲۰۲۰-۰۶-۲۶.
3. ↑  «مرکز پژوهشها - ناصر شریفی». بایگانی‌شده از اصلی در ۱۰ نوامبر ۲۰۱۷. دریافت‌شده در ۲۰۱۷-۱۱-۱۰.
4. ↑  «ابطال انتخابات حوزه بندر لنگه، بستک و پارسیان». خبرگزاری ایلنا.
5. ↑  «اصولگرایان و اصلاح طلبان در تلاش برای پیروزی؛ نماینده بندرعباس در مجلس هم به غرب هرمزگان رفت». میراث جرون. ۲۷ اردیبهشت ۱۳۹۶.
6. 1 2  «مرکز پژوهشها - احمد جباری». بایگانی‌شده از اصلی در ۱۲ نوامبر ۲۰۱۷. دریافت‌شده در ۲۰۱۷-۱۱-۱۰.
7. 1 2 3 4 5  «مرکز پژوهشها - سیدعبدالله حسینی». بایگانی‌شده از اصلی در ۱۰ نوامبر ۲۰۱۷. دریافت‌شده در ۲۰۱۷-۱۱-۱۰.
8. ↑  «مرکز پژوهشها - غفور گرشاسبی». بایگانی‌شده از اصلی در ۱۰ نوامبر ۲۰۱۷. دریافت‌شده در ۲۰۱۷-۱۱-۱۰.

- «جدول حوزه‌های انتخابیه در انتخابات دهمین دورهٔ مجلس شورای اسلامی» (PDF). مرکز پژوهش و سنجش افکار صدا و سیما. بایگانی‌شده از اصلی (PDF) در ۵ اكتبر ۲۰۱۸. دریافت‌شده در ۲۶ ژوئیه ۲۰۱۶. تاریخ وارد شده در |archive-date= را بررسی کنید (کمک)